# خوزه انتونیو کاسترو (بازیکن فوتبال آرژانتین)
خوزه انتونیو کاسترو (اسپانیایی: José Antonio Castro‎؛ زادهٔ ۱۵ اکتبر ۱۹۵۵) بازیکن فوتبال اهل آرژانتین است.

## باشگاهی
از باشگاه‌هایی که در آن بازی کرده‌است می‌توان به باشگاه فوتبال ولز سارسفیلد، باشگاه فوتبال اونیورسیداد شیلی، باشگاه اتلتیکو ایندپندینته و باشگاه فوتبال آرژانتینوس جونیورز اشاره کرد.

## تیم ملی
وی همچنین در تیم ملی فوتبال آرژانتین بازی کرده‌است.